# Keramiker
En keramiker er en person der arbejder med ler og brænder det til keramik.
Oftest bruges ordet om kunstnere og designere, der typisk fremstiller unika eller begrænsede partier af bestemte varer, men også arbejdere på mere industrielle produktionssteder kaldes keramikere.
Titlen keramiker kan fås ved at gennemgå eksempelvis kunsthåndværkeruddannelsen.

## Billedgalleri
- Keramisk vase
- Keramiker ved sin pottemagerhjul
- Større keramikerarbejde

- Wikimedia Commons har flere filer relateret til Keramiker

| Job | Spire Denne artikel om et job eller en stillingsbetegnelse er en spire som bør udbygges. Du er velkommen til at hjælpe Wikipedia ved at udvide den. |